# 시마다 하루카

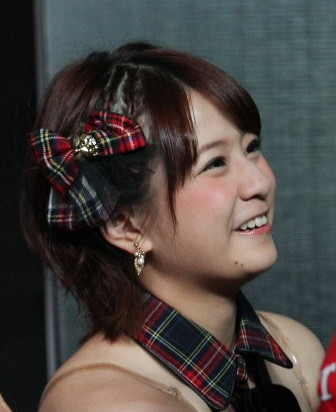

시마다 하루카(일본어: 島田 晴香, 1992년 12월 16일 - )는 일본 여성 아이돌 그룹 전 AKB48 팀K의 부캡틴이다. 2017년 11월 13일, AKB48 팀K 졸업.